# فان جاكس
فـان جاكس (بالإنجليزية: Van Jakes)‏ هو لاعب كرة قدم أمريكية أمريكي، ولد في 10 مايو 1961 في فينيكس سيتي في الولايات المتحدة.

## وصلات خارجية
- فـان جاكس على موقع مرجع كرة القدم المحترفة.كوم (الإنجليزية)